# Herskind
Herskind is een plaats in de Deense regio Midden-Jutland, gemeente Skanderborg. De plaats telt 634 inwoners (2008).